# Hannah Dugan
Hannah C. Dugan, née en 1959, est une avocate et juge américaine originaire du comté de Milwaukee, dans le Wisconsin. Elle est juge au tribunal de circuit du comté de Milwaukee depuis 2016. Avant sa carrière judiciaire, Dugan a travaillé pour des organisations d'aide juridique, a occupé le poste de directrice exécutive de Catholic Charities du sud-est du Wisconsin et a été présidente de l'Association du barreau de Milwaukee.
En 2025, elle est arrêtée par le Federal Bureau of Investigation (FBI) pour avoir prétendument aidé un immigrant à échapper à une arrestation, selon le directeur du FBI, Kash Patel. Cette arrestation a suscité des critiques de la part de législateurs démocrates et d'experts juridiques.

## Carrière
Dugan a consacré une grande partie de sa carrière à des organisations d'aide juridique pour soutenir les populations pauvres et vulnérables. Elle a été directrice exécutive de Catholic Charities du sud-est du Wisconsin de 2006 à 2009. Elle a également été active dans des organisations professionnelles et a arbitré des affaires disciplinaires d'avocats portées par le Bureau de régulation des avocats du Wisconsin. Dugan a précédemment occupé le poste de présidente de l'Association du barreau de Milwaukee. Dans une interview accordée au Milwaukee Independent en 2016, elle a déclaré trouver la situation judiciaire à Milwaukee difficile, tout en croyant en l'indépendance des juges.
Dugan a été élue juge du tribunal de circuit du Wisconsin en 2016, battant le sortant Paul Rifelj avec 65 % des voix. Pendant son mandat, elle a principalement supervisé des affaires dans la division des délits mineurs du tribunal.

## Arrestation
Le 18 avril 2025, le Service de l'immigration et des douanes des États-Unis (ICE) a émis un mandat d'arrêt contre Eduardo Flores-Ruiz, un immigrant mexicain de 30 ans accusé de délit de violence, qui devait comparaître devant Dugan. Selon le Milwaukee Journal Sentinel, le juge en chef du circuit du comté de Milwaukee, Carl Ashley, a informé Dugan de ce mandat par courriel, auquel elle a répondu en disant qu'"aucun mandat n'a été présenté dans le couloir du sixième étage". Dugan n'a pas caché Flores-Ruiz, mais l'a conduit, avec un avocat, vers une porte latérale menant à un couloir privé débouchant sur une zone publique au sixième étage. Flores-Ruiz, dont le statut migratoire reste flou, a été arrêté par des agents de l'ICE le 18 avril et est détenu au centre de détention de Dodge à Juneau.
Le FBI a ensuite ouvert une enquête pour déterminer si Dugan avait aidé un immigrant, probablement Flores-Ruiz, à éviter une arrestation,. Dugan a été arrêtée par des agents du FBI le 25 avril 2025 et inculpée de deux chefs d'accusation pour obstruction. Le directeur du FBI, Kash Patel, a annoncé l'arrestation dans un message sur X, affirmant que Dugan avait "intentionnellement détourné les agents fédéraux de la personne à arrêter dans son tribunal". Il a ensuite supprimé son message avant de le republier, après quoi la procureure générale Pam Bondi a confirmé l'arrestation dans un message distinct.
Dugan a comparu devant le juge fédéral Stephen C. Dries le matin même et n'a fait aucun commentaire public, mais son avocat a déclaré au tribunal que Dugan "regrette profondément et proteste contre son arrestation, qui n'a pas été effectuée dans l'intérêt de la sécurité publique". Elle a été inculpée de deux chefs d'accusation pour obstruction et dissimulation d'une personne.

### Réactions
L'arrestation de Dugan a été condamnée par plusieurs élus démocrates de la Chambre des représentants des États-Unis,. La sénatrice américaine Tammy Baldwin, qui représente le Wisconsin, a accusé le président Donald Trump d'attaquer les valeurs démocratiques, déclarant que l'arrestation de la juge "menace de violer" la séparation des pouvoirs établie par la Constitution des États-Unis. La représentante de Milwaukee, Gwen Moore (WI–04), a publié une déclaration affirmant : "Je suis très alarmée par les actions de plus en plus illégales de l'administration Trump, et en particulier de l'ICE, qui défient les tribunaux et agissent sans égard pour la Constitution". Mark Pocan (WI–02) a déclaré à Axios que l'arrestation est "le genre de choses que j'attends des pays du tiers-monde" et a appelé à une enquête sur cette arrestation. Le dirigeant du comté de Milwaukee, David Crowley, a déclaré au Wisconsin Examiner qu'il était au courant de l'arrestation de Dugan, mais a ajouté que « nous devrions laisser les faits être révélés et le processus judiciaire suivre son cours ». Le Milwaukee Journal Sentinel a rapporté que cinq experts juridiques, dont d'anciens procureurs fédéraux, ne pensaient pas que Dugan devrait être accusée d'un crime fédéral.
Les élus républicains ont défendu l'arrestation, avec Derrick Van Orden (WI–03) déclarant à Axios que « de nombreux juges activistes à travers le pays agissent politiquement pour saboter l'agenda du président Trump et priver de leurs droits les 77 millions d'Américains qui ont voté pour lui ».

## Historique électoral

### Tribunaux de circuit du Wisconsin (2016, 2022)
| Année | Élection | Date    | Élu                        | Élu         | Élu     | Élu     | Battu                 | Battu               | Battu               | Battu               | Total   | Écart  |
| ----- | -------- | ------- | -------------------------- | ----------- | ------- | ------- | --------------------- | ------------------- | ------------------- | ------------------- | ------- | ------ |
| 2016  | Général  | 5 avril | Hannah C. Dugan            | Indépendant | 132 461 | 64,90 % | Paul Rifelj (sortant) | Indépendant         | 70 098              | 34,35 %             | 204 088 | 62 363 |
| 2022  | Général  | 5 avril | Hannah C. Dugan (sortante) | Indépendant | 89 206  | 98,42 % | --sans opposition--   | --sans opposition-- | --sans opposition-- | --sans opposition-- | 90 640  |        |